# Mindbender
Mindbender – nieistniejąca już kolejka górska otwarta w 1985 roku w parku rozrywki Galaxyland w Edmonton w Kanadzie. Działała do 30 stycznia 2023 roku.
Była to największa kolejka zbudowana w całości w zamkniętym pomieszczeniu. Głównymi elementami były trzy pętle i kilka prawoskrętnych spiral. Pojedynczy pociąg złożony z trzech wagonów mieścił 12 pasażerów, przy czym pasażerowie w ostatnim wagonie siedzieli tyłem do kierunku jazdy. Przeciążenie maksymalne wynosiło od 5,2 do 5,6 g.

## Miejsce w rankingach
| Golden Ticket Awards – Top 50 stalowych kolejek górskich | Golden Ticket Awards – Top 50 stalowych kolejek górskich | Golden Ticket Awards – Top 50 stalowych kolejek górskich | Golden Ticket Awards – Top 50 stalowych kolejek górskich | Golden Ticket Awards – Top 50 stalowych kolejek górskich | Golden Ticket Awards – Top 50 stalowych kolejek górskich | Golden Ticket Awards – Top 50 stalowych kolejek górskich | Golden Ticket Awards – Top 50 stalowych kolejek górskich | Golden Ticket Awards – Top 50 stalowych kolejek górskich | Golden Ticket Awards – Top 50 stalowych kolejek górskich | Golden Ticket Awards – Top 50 stalowych kolejek górskich | Golden Ticket Awards – Top 50 stalowych kolejek górskich | Golden Ticket Awards – Top 50 stalowych kolejek górskich | Golden Ticket Awards – Top 50 stalowych kolejek górskich | Golden Ticket Awards – Top 50 stalowych kolejek górskich | Golden Ticket Awards – Top 50 stalowych kolejek górskich | Golden Ticket Awards – Top 50 stalowych kolejek górskich | Golden Ticket Awards – Top 50 stalowych kolejek górskich | Golden Ticket Awards – Top 50 stalowych kolejek górskich | Golden Ticket Awards – Top 50 stalowych kolejek górskich | Golden Ticket Awards – Top 50 stalowych kolejek górskich | Golden Ticket Awards – Top 50 stalowych kolejek górskich | Golden Ticket Awards – Top 50 stalowych kolejek górskich | Golden Ticket Awards – Top 50 stalowych kolejek górskich | Golden Ticket Awards – Top 50 stalowych kolejek górskich |
| -------------------------------------------------------- | -------------------------------------------------------- | -------------------------------------------------------- | -------------------------------------------------------- | -------------------------------------------------------- | -------------------------------------------------------- | -------------------------------------------------------- | -------------------------------------------------------- | -------------------------------------------------------- | -------------------------------------------------------- | -------------------------------------------------------- | -------------------------------------------------------- | -------------------------------------------------------- | -------------------------------------------------------- | -------------------------------------------------------- | -------------------------------------------------------- | -------------------------------------------------------- | -------------------------------------------------------- | -------------------------------------------------------- | -------------------------------------------------------- | -------------------------------------------------------- | -------------------------------------------------------- | -------------------------------------------------------- | -------------------------------------------------------- | -------------------------------------------------------- |
| 1998                                                     | 1999                                                     | 2000                                                     | 2001                                                     | 2002                                                     | 2003                                                     | 2004                                                     | 2005                                                     | 2006                                                     | 2007                                                     | 2008                                                     | 2009                                                     | 2010                                                     | 2011                                                     | 2012                                                     | 2013                                                     | 2014                                                     | 2015                                                     | 2016                                                     | 2017                                                     | 2018                                                     | 2019                                                     | 2020                                                     | 2021                                                     | 2022                                                     |
| 13                                                       | 17                                                       | 22                                                       | 17                                                       | 30                                                       | 37                                                       | 45                                                       | 40                                                       | 44                                                       | 48                                                       | 43                                                       | 48                                                       | 48                                                       | –                                                        | –                                                        | –                                                        | –                                                        | –                                                        | –                                                        | –                                                        | –                                                        | –                                                        | ×                                                        | –                                                        | –                                                        |

## Wypadek z 14 czerwca 1986 roku
14 czerwca 1986 roku doszło do poważnego wypadku, w którym zginęły 3 osoby. Obluzowanie się śrub dokręcających koła ostatniego wagonu spowodowało znaczne wibracje podwozia pociągu. W wyniku nadmiernej utraty prędkości nie był on w stanie pokonać trzeciej pętli i zjechał z niej tyłem. W tym momencie doszło do całkowitego wykolejenia się pociągu, wskutek czego uderzył on tylnym wagonem w podporę jednej z pętli. Po wypadku zainstalowano dodatkową liczbę kół w pociągu, zredukowano liczbę wagonów z 4 (16 miejsc) do 3 (12 miejsc) i wprowadzono dodatkowe zabezpieczenia pasażerów przed wypadnięciem z pociągu.